# お茶の水聖書学院
お茶の水聖書学院（おちゃのみずせいしょがくいん、Ochanomizu Bible Institute, 略称OBI）は、信徒のための神学教育を目的としている超教派の聖書学校。東京都千代田区神田駿河台にある。学院長は大井満。お茶の水クリスチャン・センターで始められたアイリーン・ウェブスター＝スミス宣教師による聖書研究会が起源である。2022年現在、聖書科と教会音楽科がある。

## 沿革
- 1991年4月 お茶の水クリスチャン・センターでお茶の水聖書学院が開校。聖書科、音楽科を開設
- 1994年3月 第1回卒業式が行われ、23名が卒業
- 2001年 お茶の水クリスチャンセンターから独立
- 2005年11月21日　創立15周年記念の集いを開催する
- 2014年4月 お茶の水クリスチャンセンターに統合。音楽科を教会音楽科に改編

## 教師
- 世良田湧侍
- 西満
- 藤原導夫
- 山口勝政